# NGC 5716
NGC 5716 is een balkspiraalstelsel in het sterrenbeeld Weegschaal. Het hemelobject werd op 7 mei 1787 ontdekt door de Duits-Britse astronoom William Herschel.

## Synoniemen
- MCG -3-37-4
- IRAS 14383-1715
- PGC 52458